# Mamadu Ture Kuruma
Mamadu Ture Kuruma, né le 26 avril 1947, est un officier et homme d'État bissau-guinéen, vice-chef de l'état-major. Il conduit un coup d'État le 12 avril 2012 à la suite duquel il prend le pouvoir avec sa junte militaire, devenant chef de l'État de facto de la République de Guinée-Bissau.

## Biographie
Il conduit un coup d'État le 12 avril 2012. Le président de la République par intérim, Raimundo Pereira, et l'ancien Premier ministre, Carlos Gomes Júnior, sont arrêtés. Parallèlement est créé le Conseil national de transition.
Manuel Serifo Nhamadjo, président de l'Assemblée nationale populaire, est nommé président de la République par intérim mais celui-ci refuse cette nomination le 20 avril 2012 avant de l'accepter le 11 mai 2012.
En 2014, il est maintenu dans ses fonctions par le président José Mário Vaz.

## Note
1. ↑  Rulers, 14-04-2012.
2. ↑  Rulers, 21-04-2012
3. ↑  Rulers, 12-05-2012
4. ↑  « Crise en Guinée Bissau: le président reçoit un chef militaire », sur TV5MONDE (consulté le 9 novembre 2019)